# 国際観光
国際観光（こくさいかんこう、英: international tourism）とは国境を超える各国間での観光。インターナショナルツーリズム。

## 国際的施策
1965年10月、官設観光機関国際同盟（International Union of Official Travel Organizations、IUOTO）第19回総会で1967年を国際観光年とするよう決議が行われた。1966年11月4日、国連総会決議2148により1967年が国際観光年に指定された。

## 各国における観光

### フランス
フランスの2011年の国際観光収支は、国際観光輸出が548億7900万ドル、国際観光輸入が442億3300万ドルだった（UNWTO, Yearbook of Tourism Statistics, 2013）。
2011年のフランスへの国別訪問外国人観光客数はイギリス、ドイツ、ベルギー・ルクセンブルクの順に多かった（UNWTO, Yearbook of Tourism Statistics, 2013）。

### スペイン
スペインの2011年の国際観光収支は、国際観光輸出が601億800万ドル、国際観光輸入が172億7500万ドルだった（UNWTO, Yearbook of Tourism Statistics, 2013）。
2011年のスペインへの国別訪問外国人観光客数はイギリス、ドイツ、フランスの順に多かった（UNWTO, Yearbook of Tourism Statistics, 2013）。

### イタリア
イタリアの2011年の国際観光収支は、国際観光輸出が432億4300万ドル、国際観光輸入が287億3000ドルだった（UNWTO, Yearbook of Tourism Statistics, 2013）。
2011年のイタリアへの国別訪問外国人観光客数はドイツ、フランス、スイスの順に多かった（UNWTO, Yearbook of Tourism Statistics, 2013）。

### アメリカ合衆国
アメリカ合衆国の2011年の国際観光収支は、国際観光輸出が1492億5600万ドル、国際観光輸入が861億8400万ドルだった（UNWTO, Yearbook of Tourism Statistics, 2013）。
2011年のアメリカ合衆国への国別訪問外国人観光客数はカナダ、メキシコ、イギリスの順に多かった（UNWTO, Yearbook of Tourism Statistics, 2013）。

### 中国
中国の2011年の国際観光収支は、国際観光輸出が484億6400万ドル、国際観光輸入が725億8500万ドルだった（UNWTO, Yearbook of Tourism Statistics, 2013）。
2011年の中国への国別訪問外国人観光客数は台湾、韓国、日本の順に多かった（UNWTO, Yearbook of Tourism Statistics, 2013）。

## 国際観光に関する統計
世界観光機関（UNWTO）では、国際観光客到着数、出国観光客数、国際観光輸出（収入）そして国際観光輸入（支出）などの数値を毎年公表している。